# 野田クリスタル
野田 クリスタル（のだ クリスタル、1986年〈昭和61年〉11月28日 - ）は、日本のお笑いタレント、ゲームクリエイター、YouTuber。お笑いコンビ・マヂカルラブリーのボケ担当。NSC東京校8期と同期扱い。本名は野田 光（）。相方は村上。吉本興業東京所属。『R-1ぐらんぷり2020』王者。

## 来歴
神奈川県横浜市南区六ツ川出身。3人兄弟の末弟として生まれる。また、父親と兄二人は公務員である。六つ川台小学校、六ツ川中学校、 神奈川県立六ツ川高等学校（現：神奈川県立横浜国際高等学校）卒。小中学校では明るく人気者だったが、中学時代に掲示板サイト『あめぞう』に小説を投稿したりオンラインゲームとインターネットに入れ込んでいた。松本人志（ダウンタウン）の影響を受け、松本著作の『遺書』を愛読し、高校生の時からネタを作っていた。
2002年の中学時代、面白いとされていた同級生とお笑いコンビ「セールスコント」を結成、中学卒業後の15歳の時に芸人デビュー。新宿Fu-などのインディーズ劇場で活動をし、当時視聴率20%の大人気バラエティ番組『学校へ行こう!』（TBS）の「お笑いインターハイ」で参加者約5000組の中で優勝するなどの戦績をあげた。横浜から新宿や中野などの劇場まで行くのが辛いなどの理由で相方がお笑いを目指さなかったため、セールスコントを解散。
同2002年にピン芸人を活動をしつつ、インターネットの相方募集掲示板で知り合った相方と「役満」を結成。コンビで様々な事務所のオーディションを受けるも不採用が続いたが、翌2003年に吉本のオーディションに合格し16歳で東京吉本の所属となったが、2005年9月に相方の「教師になりたい」という一言で役満を解散。なお、役満時代の相方は現在ゲームプランナーとして働いており、ニッポン放送『ナインティナインのオールナイトニッポン』（『マヂカルラブリーのオールナイトニッポン0(ZERO)』の前枠である）の常連ハガキ職人、ラジオネーム「とらキッチン」としても活動している。その後「アンビシャス」というコンビを組み活動するが、結成から2か月後の初舞台の日に相方が失踪し解散。アンビシャス解散後はピン芸人として活動。SMA NEET Projectに出演していた。
高校卒業後は地下ライブで活動する傍ら7年間郵便局でアルバイトをしていた。
セールスコント時代はお笑いコンビ・江戸むらさきの影響を受けたショートコント、役満時代はポップな正統派漫才、アンビシャス時代はラーメンズの影響を受けたシュールコントを経て、野田はオールバックにブリーフという出で立ちでピン芸人・野田クリスタルとして活動を開始。芸名のクリスタルは『ファイナルファンタジー』に由来する。
ピン芸人時代の持ちネタは、「くだらない夜のはじまり」、「ガムテープ男の物語」「にんげんっていいな」など。
高校生のときに出会ったお笑いコンビ・モダンタイムスや結成以前のアルコ&ピースの平子祐希（セクシーチョコレート）と酒井健太（ホトトギス）、ゴー☆ジャス、THE GEESE、三四郎をはじめとした東京の地下芸人との交流が野田を「どんどん客が笑わないお笑い」に突き進める。
舞台ではスベり続けたためアンケートも批判が多く、野田は路頭に迷う状態だった。そんな中で、法政大学のお笑いサークル・HOS（5期）に所属し学生芸人として活動していた村上がライブの出待ち客として現れる。村上は以前「キングオブフリー」というライブで野田のネタを客として観に来ており、その才能に惚れ込んだという。そんな村上に誘われる形で、2007年2月に「マヂカルラブリー」を結成（詳細はマヂカルラブリー）。
2013年頃からビデオゲーム好きが高じて、ゲーム制作（プログラミング）を独学で行なうようになる。それから3年が経ち、ゲーム制作を一時期しなくなっていたが、それを知った川島明に「そうなんや…」と残念がられたことで再び本格的にゲーム制作に乗り出す。
この自作ゲームを野田ゲーと称し、ピン芸として披露していくことになる。しかし、陣内智則のように映像にツッコむ形ではなく、あくまでゲーム実況をすること（ネタ中に実況にゲームをしながらツッコむ）にこだわっている。それは、元々ネタとして作っていたわけではなく催し物としてゲーム実況を始めたからである。
2020年3月8日、『R-1ぐらんぷり2020』で優勝。決勝初進出での優勝となり、これにより野田は、M-1グランプリ、キングオブコント、R-1ぐらんぷりの3大会全てで、史上初のファイナリスト経験者となった。
同年12月20日にはM-1グランプリで優勝し、お笑い芸人『粗品』以来2人目のR-1・M-1の二冠を達成した（同年に賞レース2冠は史上初の快挙）。勝利者インタビューでは「最下位とっても優勝することはあるんで諦めないでくださいみなさん」とコメント。同大会後の記者会見ではキングオブコントも優勝して史上初の3冠（コンビとして2冠）を目指すと公言した。
2021年3月、『R-1グランプリ』の審査員に選出される。
2021年9月、史上初のお笑いメインタイトル3冠（R-1、M-1、キングオブコント）を目指して出場した『キングオブコント2021』で3年ぶりに決勝進出し、史上初のR-1優勝後のファイナリストであり、M-1、R-1を制した2冠王者のファイナリストとなった。もし優勝すれば「2020年以降に決勝進出したメインの賞レース無敗」・「史上初のお笑いメインタイトル3冠達成」の快挙をなしえるはずだったが、1stステージは455点で9位に終わり、史上初のお笑いメインタイトル3冠（R-1、M-1、キングオブコント）および無敗達成はならなかった。

## 人物・エピソード
身長179.7cm、体重77.3kg、骨格筋量39.1kg。
幼少期から乗り物酔いがひどく、用法用量が1日1回1カプセルであるエスエス製薬の乗り物酔い防止薬『アネロン「ニスキャップ」』を「ものすごいペースで消化していく」として大量購入している。
兄の息子（野田から見た甥）からは「ひかるおじちゃん」と呼ばれている。『M-1』優勝時には「ひかるおじちゃんがんばったねー」と言われたという。
舞台での服装は運動靴にジャケット無しのスーツ。「俺は松本（人志）さんの生まれ変わりだから！」と断言するなど、シュールで破天荒な芸風だが本人曰く実際は「チキンハート」とのこと。相方の村上は野田の好きなところを聞かれ「こう見えてお笑いに対しては真面目なところ」と答えている。
『M-1』優勝後、松本から食事会に呼ばれてその際に松本から「お前ホンマおもろいな、お前アホやな」と褒められた。長らく松本に憧れを抱いていた野田は「一つのストーリーが終わったと思った」と語っていた。
趣味と特技は作詞・作曲、ヒップホップ、演劇、バスケットボール、五目並べ、ゲームプログラミング、パソコン、筋トレ。これらのうち「作詞・作曲」に関しては「企画でやっただけで決して特技ではない」と語っている。また、東方Projectのファン。
『モーニング娘。』、特に加護亜依と辻希美の大ファン。テレビ番組『ヒルナンデス!』で辻と共演した際は「辻ちゃんに会うために芸人始めて、20年経ってついに会えました！」と喜びのツイートをしている。
2011年以前まで60kgに満たない痩せ型で、主にランニングシャツにデニムで裸足という出で立ちであった。2014年から松本人志の影響を受けて筋トレを始めたことにより3ヶ月で15kg体重を増やしマッチョ体型になり、筋肉を生かした芸を行うこともある。毎日身体を追い込んだことにより身長が1cm伸びた。容姿も性格も温和になり周りの芸人からイジリやすくなったという。しかし『M-1』優勝以降は多忙により数ヶ月間トレーニングができていないという。
ビール二杯で嘔吐するほどの下戸（肉体改造後は多少飲めるようになった）。食に興味がなく、日本全国どこに行ってもチェーン店で済ます。苦手な食べ物はカレー。ステーキレストラン『いきなり!ステーキ』を頻繁に利用し、当該レストランで利用金額に応じて与えられるポイント「肉マイレージ」は最上級の「ダイヤモンド会員」である。
ファッションに関心がなく、常にパーカーを着ている。私服を10年以上（2021年時点）購入しておらず、服が汚いと村上から指摘されている。そのため、心配したファンから衣類の差し入れが届くという。また、『M-1』優勝後も格安理容室（いわゆる1000円カット）で散髪している。髪型は元々丸刈りだったが村上と組むことになり、村上が短髪であることから村上との対比を出すため長髪に変更した。
酒好き・賭博好き・キャバクラ好きな村上とは正反対に野田はそういった類いには一切興味がなく、趣味（筋トレやハムスターの育成など）やネタ作りで満足しているという。また、そのような生活でストイックと言われることがあるが、本人に自覚はなく、むしろ「芸人の生き方をしている村上の方がよっぽどストイック」と発言している。　
2020年から2022年6月まで、キンクマハムスターのメスの「はむはむ」（2020年6月8日生まれ）を飼っていた。外出時にもペットカメラで様子をチェックし、室温を常に一定に保つなど体調管理を徹底している。2022年6月23日、はむはむが亡くなった事と、最期まで傍で看取る事が出来た事をツイッターで報告した。
無料ホームページ作成サイト『魔法のiらんど』をよく利用し、お笑いコンビ『モダンタイムス』のホームページの管理人も務めていた。2006年から又吉直樹の影響でホームページに日記を付け始め、2015年に書籍化し、「野田の日記 2006-2010」「野田の日記 2011-2015」の2冊を発売。
自他共に認める腋臭症・多汗症で、脇汗が人の50倍出ると公言している。
『M-1』優勝後に出演したテレビ番組『有吉の壁』で遅刻をしてしまい、現場に着いたのは集合時間から3時間程度経ってからだった。また野田にとっては初めての遅刻だったため非常にショックを受け、二度と遅刻しないように戒めとしてその際利用したタクシーの領収書を自宅の壁に貼っている。
最終的な目標について「働かないこと」「天下を取ったらお笑いはしなくていい」と発言している。

## 野田ゲー
独学でゲームプログラミングを習得し、自作ゲームを開発している。製作したゲームは「野田ゲー」と称される。開発環境は Hot Soup Processor。
クラウドファンディングで資金を募って開発した「スーパー野田ゲーPARTY」が、ダウンロードソフトとしてNintendo Switchから2021年4月29日に発売されている。

## 賞レースなどでの戦績

### インディーズ時代
- 2002年
  - 学校へ行こう! 第1回お笑いインターハイ 優勝 ※コンビ「セールスコント」として[10]

### 吉本興業所属後

#### R-1ぐらんぷり
| 年度             | 結果      | 順位 | 会場                       | 日時      | 備考                                                 |
| ---------------- | --------- | ---- | -------------------------- | --------- | ---------------------------------------------------- |
| 2006年（第4回）  | 1回戦敗退 |      | 有明スタジオ               | 2006/1/15 |                                                      |
| 2007年（第5回）  | 1回戦敗退 |      | TFTホール                  | 2007/1/21 |                                                      |
| 2008年（第6回）  | 1回戦敗退 |      | シアターブラッツ           | 2008/1/5  |                                                      |
| 2009年（第7回）  | 2回戦進出 |      | TEPCOホール                | 2009/1/18 |                                                      |
| 2010年（第8回）  | 2回戦進出 |      | TOKYO FM HALL              | 2010/1/29 |                                                      |
| 2011年（第9回）  | 2回戦進出 |      | TOKYO FM HALL              | 2011/1/13 |                                                      |
| 2012年（第10回） | 3回戦進出 |      | ルミネtheよしもと          | 2012/2/23 |                                                      |
| 2013年（第11回） | 2回戦進出 |      | ラフォーレミュージアム原宿 | 2013/1/14 |                                                      |
| 2014年（第12回） | 2回戦進出 |      | TOKYO FM HALL              | 2014/1/23 |                                                      |
| 2015年（第13回） | 3回戦進出 |      | ルミネtheよしもと          | 2015/1/20 |                                                      |
| 2016年（第14回） | 2回戦進出 |      | TOKYO FM HALL              | 2016/1/23 |                                                      |
| 2017年（第15回） | 2回戦進出 |      | TOKYO FM HALL              | 2017/1/19 |                                                      |
| 2018年（第16回） | 3回戦進出 |      | ヨシモト∞ホール            | 2018/1/26 |                                                      |
| 2019年（第17回） | 2回戦進出 |      | 新宿シアターモリエール     | 2019/1/20 |                                                      |
| 2020年（第18回） | 決勝進出  | 優勝 | フジテレビ内スタジオ       | 2020/3/8  | 決勝キャッチフレーズ「ハイパーオモシロクリエイター」 |

#### その他
- 2003年
  - M-1グランプリ2003 2回戦進出 ※コンビ「役満」として[67]
- 2004年
  - M-1グランプリ2004 3回戦進出 ※コンビ「役満」として[68]
- 2019年
  - 勇者ああああ ゲームオブザイヤー2018 大賞[69]
- 2020年
  - 勇者ああああ ゲームオブザイヤー2019 大賞
  - 家-1グランプリ2020 4位
  - 真面目な相談の電話中でもしっかり飯食うこと可能説(水曜日のダウンタウン) 優勝
  - あるある-1グランプリ(水曜日のダウンタウン) 優勝
- 2021年
  - アバター大喜利(ぐるぐるナインティナイン) 優勝
  - 野田クリスタル選手権(水曜日のダウンタウン) 4位
  - 七変化(ダウンタウンのガキの使いやあらへんで！) 19位
- 2022年
  - 絞り出しアンケート選手権(くりぃむナンタラ) 優勝

- 2024年 ・ゴールデンコンビ　優勝
- 2025年 ・スポーツテスト2025（ロンドン★ハーツ）優勝

## 出演

### テレビ

#### レギュラー番組
- 勇者ああああ～ゲーム知識ゼロでもなんとなく見られるゲーム番組～（テレビ東京、2019年2月22日 - 2021年3月27日）- 不定期出演
- 野田レーザーの逆算（テレビ朝日、2021年10月8日 - 2022年9月30日）[70]
- 沼にハマってきいてみた（NHK Eテレ、2023年4月29日 - ） - 「ぬまけん！アニメマンガ研究会」企画プレゼンター[71]
- ワラケンTV〜笑いと健康プロジェクト〜（BSよしもと、2024年8月25日 - ）[72]
- 野田クリの野望～ゲーム天下統一への道～（TOKYO MX、2025年4月1日 - ）[73]

#### 特別番組
- R-1グランプリ（関西テレビ・フジテレビ系、2021年3月7日 - ）- 審査員
- 野田クリスタルの芸能界生き残りクエスト〜憧れのアッコさんにゲーム作りました〜（関西テレビ・フジテレビ系、2020年10月11日）- R-1ぐらんぷり2020優勝者特番[74]
- 持ち寄り謎Q殿（テレビ朝日、2022年9月24日）- MC
- 女芸人No.1決定戦 THE W（日本テレビ、2022年12月10日 - ） - 審査員[75]
- マヂキタ大草原〜おれネト民だけど何か質問ある？〜（テレビ東京、2023年2月21日・2月28日・7月1日） - MC[76]
- 4コマコロシアム（CBCテレビ、2023年9月9日・9月23日）- MC[77]
- バーサス・野田クリ。（BSよしもと、2025年6月21日）- MC[78]

### テレビドラマ
- 吉祥寺ルーザーズ 第2話（テレビ東京、2022年4月18日） - 宅配業者 役[79]
- 24時間テレビ 愛は地球を救う45「すぎやまこういち物語 ドラゴンクエスト『序曲』知られざる誕生秘話」（2022年8月27日、日本テレビ） - すぎやまの付き人・橋本淳 役[80]

### ウェブドラマ
- 【推しの子】（2024年11月28日 - 、Amazon Prime Video） - ぴえヨン 役[81]

### ウェブ番組
- かんみのだ（ニコニコ生放送、2011年 - 2013年） - 月1回
- 家-1グランプリ2020〜お笑い自宅芸No.1決定戦〜（2020年5月3日、ABEMA） - 決勝進出者[82]
- TVアニメ「チェンソーマン」情報解禁生特番（YouTube「MAPPA チャンネル」・ABEMA・ニコニコ生放送、2022年8月5日） - MC
- TVアニメ『チェンソーマン』ワールドプレミア舞台挨拶配信（YouTube「MAPPA チャンネル」・ABEMA・ニコニコ生放送、2022年9月19日） - MC
- ファイナルファンタジーXIV クリスタル通信（Lemino、2023年5月5日 - ）[83]
- トークサバイバー!ラスト・オブ・ラフ（Netflix、2024年9月3日）[84]
- 最強新コンビ決定戦 THE ゴールデンコンビ（2024年10月31日、Amazon Prime Video）[85]
- デスキスゲーム（2025年9月9日配信予定、Netflix）

### 映画
- 有吉の壁 カベデミー賞 THE MOVIE「ドライブ・アイ・サー」（2022年6月11日、ライブビューイングジャパン）[86]

### 吹き替え
- スペース・プレイヤーズ（2021年） - ウェットファイア 役〈クレイ・トンプソン〉[87]

### 広告
- ヘブンバーンズレッド
  - 「最上の、切なさを。」篇（2022年7月29日 - ）[88]
  - 「2章までやってみて」篇 （2022年12月15日 - ）[89]
- マンダム ギャツビー EXプレミアムタイプデオドラントロールオン
  - 「ワキには、金。」篇（2025年3月13日 - ）[90]

### ミュージック・ビデオ
- TOOBOE『チリソース』[91]

### 舞台
- パルコ・プロデュース2025『カタシロ〜Relive vol.2〜』（2025年8月7日〈予定〉、PARCO劇場） - 患者 役[92][93]